# 29959 Senevelling
A 29959 Senevelling (ideiglenes jelöléssel (29959) 1999 JJ92) a Naprendszer kisbolygóövében található aszteroida. A LINEAR projekt keretében fedezték fel 1999. május 12-én.